# 珍妮特·哈拉
珍妮特·亚历杭德拉·哈拉·罗曼（1974年4月23日—）是智利的一名公共行政管理者、律师和政治家。她出生于孔查利。曾在智利圣地亚哥大学管理与经济学院攻读公共管理专业的高等教育课程，又在智利中央大学学习法律，后在智利圣地亚哥大学取得管理与公共政策硕士学位。1989年，加入智利共产主义青年。1999年，加入智利共产党。2016年—2018年，任第二次米歇尔·巴切莱特政府的社会保障部副部长。2022年3月—2025年4月，任加夫列尔·博里奇政府的劳动和社会保障部部长。2025年4月5日，被智利共产党提名为2025年智利大选的总统候选人；4月7日，辞去部长职务；6月29日，赢得“为了智利团结”联盟的总统初选。